# Cosmic Ark
Cosmic Ark ist ein Videospiel des Shoot-’em-up-Genres, das von Rob Fulop entwickelt und im Jahr 1982 von Imagic exklusiv für das Atari 2600 veröffentlicht wurde.
Das Spiel wird als geistiger Nachfolger von Atlantis betrachtet.

## Spielprinzip
Im ersten Level muss der Spieler Meteoritenschauer von allen vier Seiten des Bildschirms abwehren, indem er den Joystick in die gewünschte Richtung drückt, um zu feuern, ähnlich wie beim Arcade-Spiel Space Zap von 1980. Im zweiten Level muss der Spieler ein Shuttle zu einem Planeten steuern und dessen Traktorstrahl benutzen, um Lebensformen aufzusammeln. In der Nähe der Planetenoberfläche wird das Shuttle von der planetaren Verteidigung unter Beschuss genommen. Wird das Shuttle getroffen, wird ein zuvor gefangene Lebensform freigelassen, so dass der Spieler gezwungen ist, eine andere zu holen. Nach einer bestimmten Zeit warnt eine Sirene vor erneuter Meteoraktivität, und der Spieler muss sofort zurückkehren, um die Ark zu verteidigen.
In Cosmic Ark gibt es keine festgelegte Anzahl von Leben. Stattdessen startet die Ark des Spielers mit 40 Treibstoffeinheiten, die mit jedem Meteoriteneinschlag oder Schuss verloren gehen und durch die Zerstörung eines Meteors oder die Einnahme einer Lebensform gewonnen werden. Wenn man beide Lebensformen auf einem Planeten einfängt, bevor der Warnton ertönt, werden die Treibstoffreserven aufgefüllt. Wenn der Ark die Energie ausgeht, beendet der nächste Treffer das Spiel.

## Entwicklung
Rob Fulop entwickelte das Spiel laut eigener Aussage in erster Linie, um den Programmierern bei Activision einen Hintergrund-Sternenfeldeffekt auf dem Atari 2600 zu demonstrieren.

## Rezeption
Richard A. Edwards besprach Cosmic Ark in The Space Gamer Ausgabe 59. Er behauptete:

“Overall, it is difficult to praise Cosmic Ark, though it can be fun at first. It is doubtful that this game will be played enough to justify its price, so perhaps it should be passed by.”

„Alles in allem ist es schwierig, Cosmic Ark weiterzuempfehlen, obwohl es beim ersten Mal spielen Spaß machen kann. Es ist jedoch zweifelhaft, ob das Spiel oft genug gespielt wird, um seinen Preis zu rechtfertigen. Vielleicht sollte man es überspringen.“